# Pavonia hotteana
Pavonia hotteana är en malvaväxtart som beskrevs av Helwig. Pavonia hotteana ingår i släktet påfågelsmalvor, och familjen malvaväxter. Inga underarter finns listade i Catalogue of Life.